# Siphocampylus dubius
Siphocampylus dubius är en klockväxtart som beskrevs av Alexander Zahlbruckner. Siphocampylus dubius ingår i släktet Siphocampylus och familjen klockväxter.
Artens utbredningsområde är Bolivia. Inga underarter finns listade i Catalogue of Life.